# Det Generalle Råd Andorra
Det Generalle Råd Andorra (Catalansk: Consell General d'Andorra) er et etkammersystems parlament i fyrstedømmet Andorra, det er landets lovgivende forsamling, der blev oprettet i 1866. Parlamentet har 28 medlemmer, der vælges af folket for en fireårig periode. Kvinder fik stemmeret til parlamentet i 1970. 